# Renée Eykens
Renée Eykens (* 8. Juni 1996 in Brasschaat) ist eine belgische Leichtathletin, die im Mittelstreckenlauf antritt und sich auf den 800-Meter-Lauf spezialisiert hat.

## Karriere
Bei ihren ersten internationalen Meisterschaften, den Jugendweltmeisterschaften 2013 in Donezk belegte sie in 2:07,70 min den sechsten Platz. Zwei Jahre später sicherte sie sich bei den Junioreneuropameisterschaften in Eskilstuna in 2:02,83 min die Goldmedaille und 2016 gelangte sie bei den Europameisterschaften in Amsterdam bis in das Halbfinale, in dem sie mit 2:02,38 min ausschied. Mit ihren Leistungen qualifizierte sie sich für die Olympischen Spiele in Rio de Janeiro, bei denen sie mit 2:00,45 min im Halbfinale ausschied. Im Jahr darauf siegte sie bei den U23-Europameisterschaften im polnischen Bydgoszcz in 2:04,73 min und setzte sich dabei gegen die favorisierte Isländerin Aníta Hinriksdóttir durch. 2018 nahm sie erneut an den Europameisterschaften in Berlin teil, schied dort aber bereits mit 2:56,24 min im Vorlauf aus.
2019 gelangte sie bei den Halleneuropameisterschaften in Glasgow bis in das Finale und wurde dort in 2:03,32 min Vierte. Im Juli erreichte sie bei der Sommer-Universiade in Neapel in 2:02,71 min Rang sechs.
2017 wurde sie belgische Hallenmeisterin über 1500 Meter. 2016 wurde sie mit dem Golden Spike, der höchsten Auszeichnung im Bereich der Leichtathletik in Belgien, als größte Nachwuchshoffnung ausgezeichnet.

## Bestleistungen
- 800 Meter: 2:00,00 min, 17. August 2016 in Rio de Janeiro
  - 800 Meter (Halle): 2:02,15 min, 16. Februar 2019 in Birmingham
- 1500 Meter: 4:10,12 min, 30. Juli 2016 in Löwen